# J.P. Zajączkowski
dr J.P. Zajączkowski – pseudonim zbiorowy wykorzystywany w okresie 20-lecia międzywojennego i później w kręgach warszawskich literatów. W ten sposób doktor J.P. Zajączkowski jest autorem m.in. wielu tłumaczeń i książek na najrozmaitsze tematy. Historię powstania pseudonimu opisał Melchior Wańkowicz w książce "Tędy i Owędy".